# Bruno Peres
Bruno Peres, született Bruno da Silva Peres (São Paulo, 1990. március 1. –) brazil labdarúgó, hátvéd.

## Sikerei, díjai
Santos FC
- Recopa Sudamericana
  - győztes: 2012

 AS Roma
- Olasz bajnokság (Serie A)
  - 2.: 2016–17

 Trabzonspor
- Török bajnokság (Süper Lig)
  - bajnok: 2021–22
- Török szuperkupa
  - győztes: 2022